# Stamnodes oeneiformis
Stamnodes oeneiformis är en fjärilsart som beskrevs av Harvey 1874. Stamnodes oeneiformis ingår i släktet Stamnodes och familjen mätare. Inga underarter finns listade i Catalogue of Life.